# Frans Maas
Frans Maas (* 13. července 1964, Bergen op Zoom, Severní Brabantsko) je bývalý nizozemský atlet, jehož specializací byl skok daleký.

## Kariéra
Prvého výrazného úspěchu dosáhl v roce 1987 na halovém MS v americkém Indianapolisu, kde skončil na 8. místě. Na světovém šampionátu v Římě v témže roce jen těsně nepostoupil z kvalifikace. V roce 1988 se stal v Budapešti halovým mistrem Evropy. Titul si zajistil výkonem dlouhým 806 cm. Stříbro získal Maďar László Szalma (803 cm) a bronz Ital Giovanni Evangelisti (800 cm). O rok později jen těsně neobhájil titul halového mistra Evropy a na evropském halovém šampionátu v nizozemském Haagu, kde nakonec vybojoval výkonem 811 cm bronzovou medaili. Zlato získal jeho krajan Emiel Mellaard, který skočil o pouhé tři centimetry dál. Na halovém MS 1989 v Budapešti skončil ve finále na 8. místě (783 cm).
V roce 1990 obsadil 12. místo na halovém ME ve skotském Glasgowě. Na ME v atletice 1990 ve Splitu skončil těsně pod stupni vítězů, na 4. místě. Kvůli dopingu byl později diskvalifikován Borut Bilač z tehdejší Jugoslávie, který skončil na bronzové pozici a jeho medaili získal nizozemský dálkař. Bronz však nakonec zůstal kvůli nejasnostem u Bilače. V roce 1991 se mu nepodařilo na halovém MS v Seville i na světovém šampionátu v Tokiu postoupit z kvalifikace.
Na halovém MS 1993 v Torontu měřil ve finále jeho nejdelší pokus 798 cm, což stačilo na konečné 5. místo. Ze třetího místa byl později kvůli dopingu diskvalifikován Bulhar Daniel Ivanov a bronz získal původně čtvrtý Kubánec Jaime Jefferson, na jehož místo se posunul Frans Maas. Zúčastnil se také MS v atletice 1993 ve Stuttgartu, evropského šampionátu (1994) v Helsinkách a halového mistrovství světa v Barceloně v roce 1995, kde skončila jeho účast v kvalifikacích.

### Osobní rekordy
- hala – 811 cm – 19. února 1989, Haag
- dráha – 807 cm – 8. července 1989, Hengelo